# 荒野 (小説)
『荒野』（こうや）は、桜庭一樹による日本の小説。「恋の三部作」とも呼ばれ、全3部からなる。
初め『荒野の恋』（こうやのこい）の題名で、2005年に第一部、2006年に第二部が、ファミ通文庫からライトノベルとして刊行された。イラストはミギーが担当している。その後、桜庭は「『GOSICK -ゴシック-』以外のライトノベル作品は出さない」と発言しており、ファミ通文庫での刊行は未完となった。
2008年5月、『荒野』と改題し、文藝春秋から一般文芸として単行本が刊行された。ファミ通文庫版を加筆修正した第一部と第二部に、書き下ろしの第三部を加え、1冊に収めて完結している。2011年に文春文庫版が3分冊で、2017年に文春文庫の合本・新装版が刊行された。

## ストーリー
山野内荒野は12歳の中学1年生。鎌倉の大きな屋敷に家政婦の奈々子さんと、プレイボーイの小説家の父親・正慶と暮らしている。荒野は、制服が電車のドアに挟まれたのを助けてくれた神無月悠也に一目ぼれするが、彼はなぜか荒野を避けていた。
とある雨の降る日に、悠也は母親の蓉子さんと一緒に、荒野の家を訪ねてくる。そこで初めて、荒野は父親が蓉子さんと結婚するということを知らされたのだった。

## 登場人物
山野内 荒野（やまのうち こうや）
主人公。日本人形みたいな、と大人に評されることが多い、まっすぐな黒髪と青白い肌をした少女。昔のとある出来事が原因で、他人に触れられることが怖い。鎌倉の私立中学に通う。電車で助けてくれた悠也に一目ぼれするが、冷たい彼の態度に戸惑う。
奈々子さん（ななこさん）
荒野の家の家政婦。ボーイッシュな女性で、よく煙草を吸う。初恋に戸惑う荒野にアドバイスをしてくれる。
山野内 正慶（やまのうち しょうけい）
荒野の父親で、恋愛小説家。どこか浮世離れした性格。相当なプレイボーイとして有名で、数多くの女性と交際している。
山野内 鐘（やまのうち かね）
荒野の妹。まだ赤ん坊で、よく泣く。
神無月 悠也（かんなづき ゆうや）
荒野と同じクラスの少年。荒野を助けたものの、冷たい態度をとる。
蓉子さん（ようこさん）
悠也の母親。眼鏡店を経営している。
阿木 慶太（あぎ けいた）
荒野のクラスメイト。明るい性格の男子で、男子と女子の間の橋渡しをしている。
田中 江里華（たなか えりか）
荒野の友人。おしゃれで大人びた少女。
湯川 麻美（ゆかわ あさみ）
荒野の友人。ショートヘアのボーイッシュな女の子。陸上部所属。

## 既刊一覧
- ファミ通文庫
  1. 荒野の恋 第一部 catch the tail （2005年6月1日刊行、ISBN 4-7577-2289-3）
  2. 荒野の恋 第二部 bump of love （2006年2月10日刊行、ISBN 4-7577-2604-X）
- 文藝春秋（単行本）
  - 荒野 （2008年5月30日刊行 ISBN 978-4-16-327040-1）
- 文春文庫
  1. 荒野 12歳 ぼくの小さな黒猫ちゃん （2011年1月発売、ISBN 978-4-16-778402-7）
  2. 荒野 14歳 勝ち猫、負け猫 （2011年2月10日発売、ISBN 978-4-16-778403-4）
  3. 荒野 16歳 恋しらぬ猫のふり （2011年3月10日発売、ISBN 978-4-16-778404-1）
- 文春文庫（合本・新装版）
  - 荒野 （2017年5月10日発売、ISBN 978-4-16-790845-4）

## 漫画
少女漫画雑誌『なかよし』（講談社）にて、2011年9月号から2012年9月号まで連載された。原作としてクレジットされているのは文春版であるが、タイトルはファミ通文庫版にならって『荒野の恋』とされている。作画はタカハシマコによる。全12話。

### 単行本
- タカハシマコ（原作：桜庭一樹） 『荒野の恋』 講談社〈KCデラックス〉、全3巻
  1. 2012年2月6日発売 ISBN 978-4-06-364338-1
  2. 2012年7月6日発売 ISBN 978-4-06-376661-5
  3. 2012年10月5日発売 ISBN 978-4-06-376703-2